# Castelo Voley
O Castelo Voley é um castro construído durante a Idade do Ferro, situado perto de Parracombe, em Devon, Inglaterra. O castelo encontrava-se no lado oriental de Heale Down, aproximadamente a 230 metros acima do nível do mar.